# Villers-Écalles
Villers-Écalles is een gemeente in het Franse departement Seine-Maritime (regio Normandië) en telt 1781 inwoners (1999). De plaats maakt deel uit van het arrondissement Rouen.

## Geografie
De oppervlakte van Villers-Écalles bedraagt 7,4 km², de bevolkingsdichtheid is 240,7 inwoners per km².

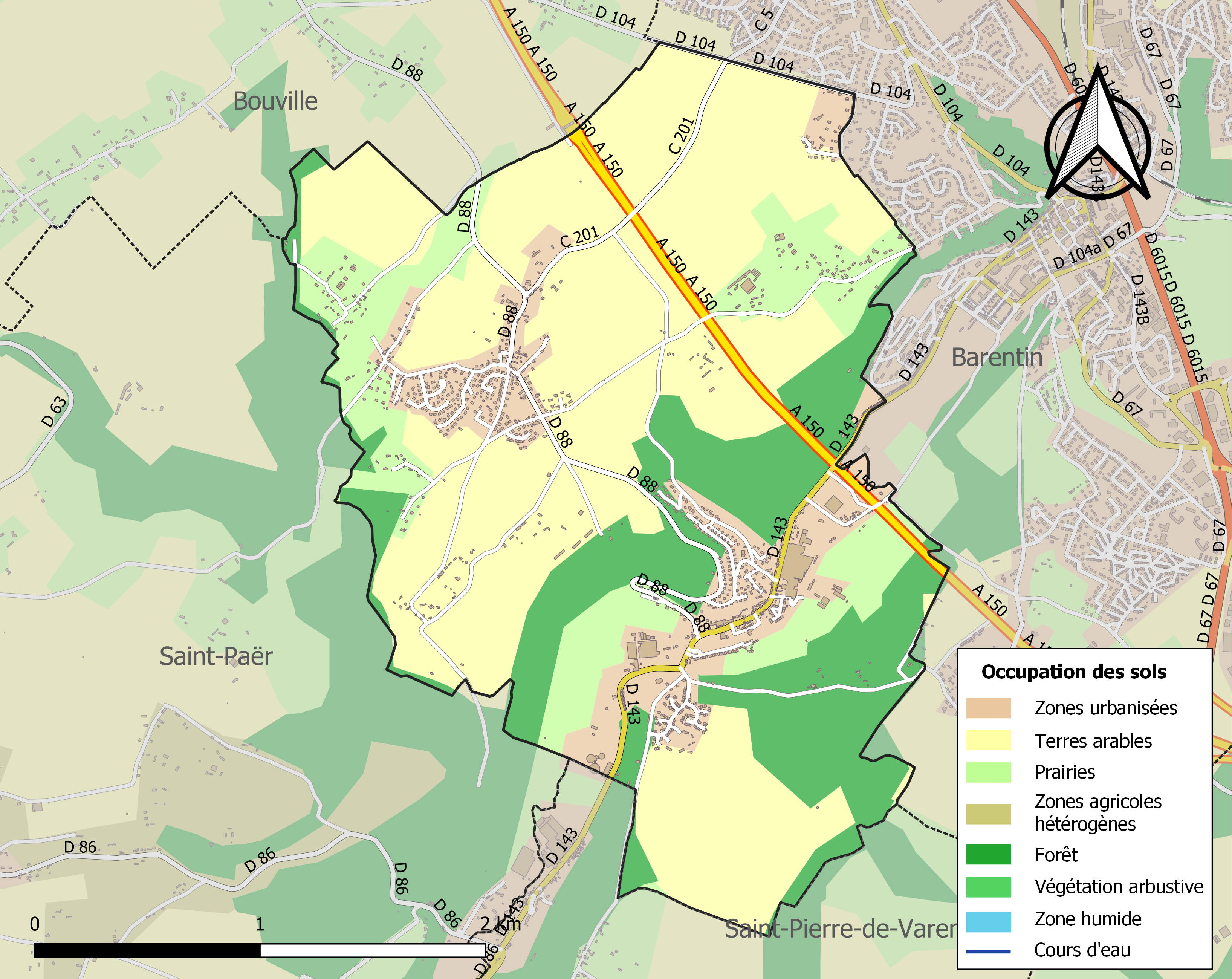
Kaart van de gemeente met de belangrijkste infrastructuur, bodemgebruik en omliggende gemeenten

## Demografie
Onderstaande figuur toont het verloop van het inwonertal (bron: INSEE-tellingen).